# Центр ядерной науки и технологий в Беларуси
В Белоруссии обсуждаются перспективы строительства Центра ядерной науки и технологий с исследовательским ядерным реактором. Центр планируется построить на базе Объединённого института энергетических и ядерных исследований «Сосны».

## Задачи центра
Как заявляли представители института «Сосны», для решения задач по обеспечению безопасной и эффективной работы атомной энергетики, развитию ядерных и радиационных технологий необходима адекватная научно-экспериментальная и производственная база с многоцелевым исследовательским ядерным реактором. Вокруг него должен формироваться национальный Центр ядерных исследований и технологий, в котором будет осуществляться широкий спектр научных и прикладных работ. В Национальной академии наук ведутся активные работы по проработке вопросов создания такого центра.

## История вопроса
Планируется, что партнером строительства выступит госкорпорация «Росатом», как и при строительстве первой атомной станции в Беларуси — БелАЭС. Компания обладает значительным опытом проектирования, строительства, эксплуатации, обслуживания и модернизации исследовательских реакторов. Более 120 ядерных исследовательских установок в мире были построены при ее поддержке. В том числе в Чехии, Венгрии, Польше, Египте. На текущим момент Росатом является оператором более чем 20 % всех исследовательских реакторов в мире.
Переговоры о строительстве ЦЯНТ между Национальной академией наук Республики Беларуси и Госкорпорацией «Росатом» продолжаются с 2015 года. В 2017-м был подписан соответствующий меморандум о намерениях по сотрудничеству, проводились двусторонние профильные семинары.
В сентябре премьер-министр Беларуси Роман Головченко и генеральный директор Госкорпорации «Росатом» Алексей Лихачев провели в Минске встречу, на которой среди прочего обсуждалась перспектива создания центра ядерных исследований на базе Национальной академии наук Беларуси.
К настоящему времени уже разработаны основные технические требования к центру и его многоцелевому исследовательскому реактору. Готовится соглашение между правительствами Беларуси и России о сотрудничестве в создании этого центра.

## Направления деятельности исследовательского реактора
Основным элементом Центра ядерной науки является исследовательский ядерный реактор. Это реактор меньшей мощности, в сравнении с энергетическими реакторами, которые устанавливаются на атомных станциях, и не предназначен для выработки энергии. Но при этом он позволяет получать потоки нейтронов для использования в научных целях, промышленности, медицине, сельском хозяйстве и криминалистике.
По сути, исследовательский реактор — это установка, которая позволяет проводить широкий спектр исследовательских и экспериментальных работ, а также он служит учебным инструментом для специалистов по ядерным направлениям.
Прежде всего при помощи Центра, в основе которого лежит исследовательский реактор и комплекс лабораторий, становится возможным развитие наукоемкого производства. В ЦЯНТ можно нарабатывать радиоизотопы для медицины и промышленности, заниматься легированием кремния, проводить испытания конструкционных материалов для обоснования безопасности действующих АЭС, разрабатывать новые материалы, проводить подготовку кадров и многое другое.
Дополнительно в состав проекта может быть включен центр ядерной медицины, предназначенный для производства радиофармпрепаратов, диагностики и терапии раковых, кардиологических и других заболеваний. В среднем такой центр позволяет ежегодно проводить клинические исследования более пяти тысяч пациентов в год.
Другое применение ЦЯНТ, получившее особенную актуальность в период пандемии коронавируса, — стерилизация изделий медицинского применения и инструментов, в том числе масок, предназначенных для ношения обычными людьми. Этой задаче служит специальный комплекс, который может быть включен в состав ЦЯНТ, — многоцелевой центр облучения с гамма-установкой, использующей ионизирующее облучение как для обработки медицинских изделий, так и обеззараживания продуктов питания.

## Основные направления деятельности исследовательского реактора
- проведение инновационных исследований;
- исследования в области ядерного топливного цикла;
- опытное производство топлива для ядерных реакторов;
- реакторное материаловедение и методики испытания материалов и элементов ядерных энергетических установок;
- физико-технические проблемы ядерных реакторов и вопросы безопасности;
- решение актуальных проблем в сфере здравоохранения — наработка радионуклидных источников и препаратов;
- создание базы новой технологической платформы и создание центров для подготовки студентов-ядерщиков;
- подготовка и обучение кадров, поддержка научных программ.